# Ти си то
„Ти си то” је југословенски ТВ филм из 1981. године. Режирао га је Милан Билбија а сценарио је написао Слободан Стојановић.

## Улоге
| Глумац               | Улога |
| -------------------- | ----- |
| Каћа Ћелан           |       |
| Катарина Дорић       |       |
| Александар Џуверовић |       |
| Урош Крављача        |       |
| Емир Кустурица       |       |
| Сафет Пашалић        |       |
| Ратко Петковић       |       |
| Хранислав Рашић      |       |